# Jean-Dominique Cassini (1748-1845)
Pour les articles homonymes, voir Jean-Dominique Cassini (homonymie) et Cassini.
Pour les autres membres de la famille, voir Famille Cassini.
Jean-Dominique Cassini (dit Cassini IV et connu sous le nom  de « comte de Cassini »), né le 30 juin 1748 à l'Observatoire de Paris (paroisse Saint-Jacques-du-Haut-Pas) et mort le 18 octobre 1845 à Thury-sous-Clermont, est un astronome et cartographe français.

## Biographie

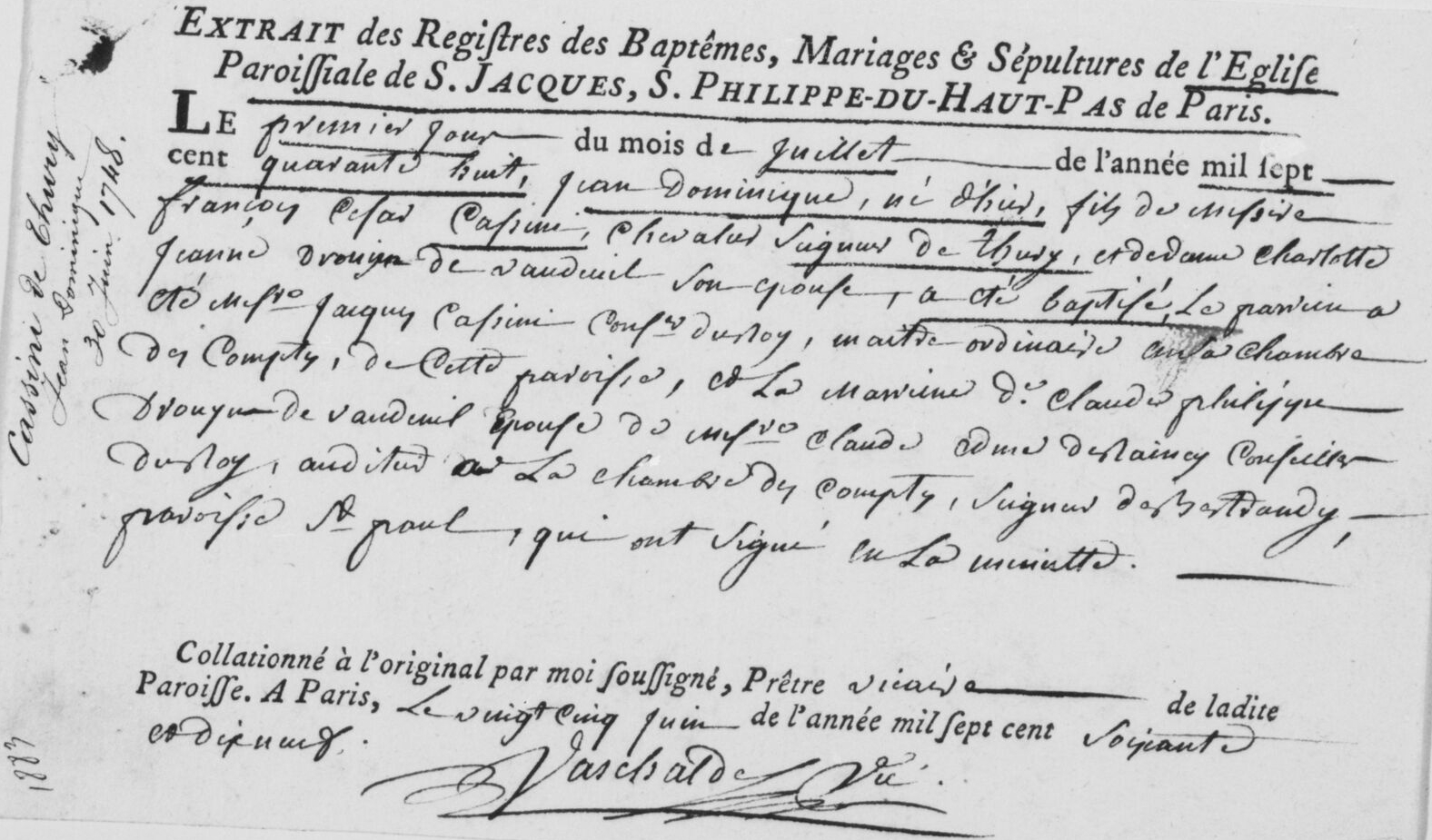
Acte de baptême reconstitué.

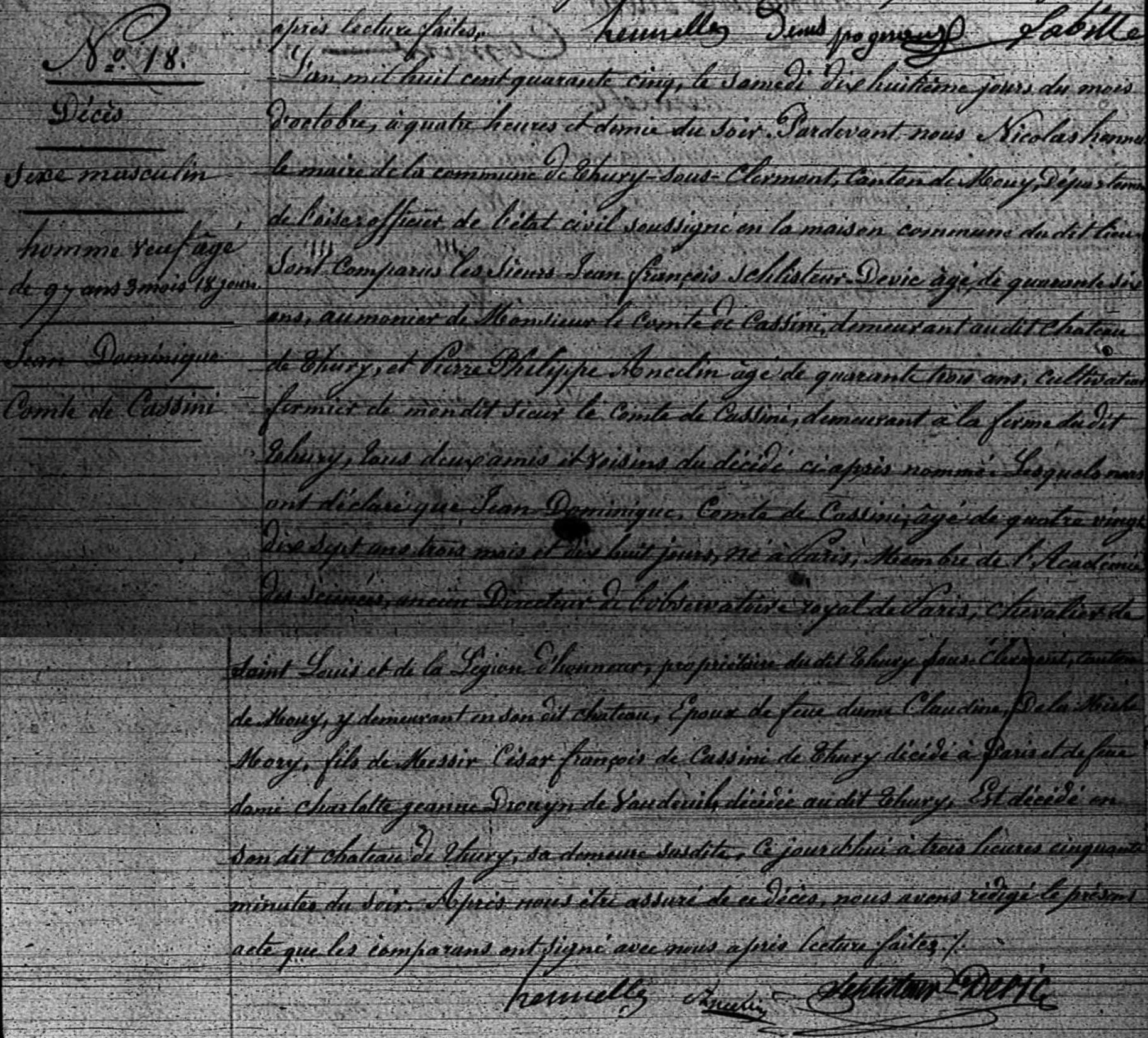
Acte de décès.

Jean-Dominique Cassini est le fils de César-François Cassini (Cassini III) et de Charlotte Drouin de Vandeuil. Il est baptisé le 30 juin 1748 en l'église Saint-Jacques-du-Haut-Pas à Paris. Il fait ses études secondaires au collège du Plessis à Paris, puis chez les Oratoriens à Juilly. En 1768, il voyage sur l'océan Atlantique en tant que « commissaire pour l'épreuve des montres marines » inventées par Pierre Le Roy. Il voit ainsi les Amériques et les côtes d'Afrique. En 1770, il est élu adjoint astronome à l'Académie royale des sciences, dont il devient membre associé en 1785.
Il prend peu à peu la place de son père, malade, à l'Observatoire, dont il est nommé directeur en 1784. Il tente alors d'engager des réformes : restauration du bâtiment, de plus en plus délabré, et réorganisation du lieu.
Il est capitaine de dragons au régiment royal Conti.
Il participe par ailleurs aux travaux sur la carte de France (chargé de la terminer, il en fait hommage à l'Assemblée nationale en 1789) et aux opérations géodésiques de raccordement des méridiens de Paris et de Greenwich. Il étudie à la même époque les variations de la déclinaison du champ magnétique terrestre et invente en 1792 une boussole de déclinaison dite absolue car elle est munie d'une lunette permettant la détermination du méridien géographique à l'aide de mesures astronomiques.
Aux premières heures de la Révolution française, il se voit confier plusieurs charges politiques et participe aux travaux de la commission de l'Académie chargée de préparer le système métrique. Partisan de la monarchie, il démissionne de ses fonctions en septembre 1793. Dénoncé par le Comité révolutionnaire de Beauvais, il est incarcéré pendant sept mois, de février 1794 à août 1794, au couvent des bénédictins anglais de la rue Saint-Jacques. Relâché, il se retire dans son château de Thury. Il démissionne du Bureau des longitudes en 1795, de l'Institut en 1796, mais, en 1799, il accepte son élection comme membre de la section d'astronomie de la nouvelle Académie des sciences.
Par la suite, il se consacre surtout à des écrits polémiques destinés à se justifier et à défendre le prestige scientifique de sa famille. Ses Mémoires pour servir à l'histoire des sciences et à celle de l'Observatoire royal de Paris paraissent en 1810.
Il ne se consacre plus ensuite qu'à ses charges de maire de Thury et de juge de paix dans le canton de Mouy. Napoléon Ier, puis Louis XVIII, le pensionnent et le décorent. Son fils est Gabriel Cassini.

## Œuvres
De nombreux manuscrits et imprimés écrits Jean-Dominique Cassini ou rassemblés par lui sont disponibles en ligne sur la bibliothèque numérique de l'Observatoire de Paris.
- Arborescence des collections avec l'ensemble des documents, scientifiques, administratifs et biographiques, relatifs aux Cassini, numérisés par la Bibliothèque de l'Observatoire de Paris.

Cassini fut l'un des auteurs des volumes consacrés à la Physique par l'Encyclopédie méthodique.

## Honneur
L'astéroïde (24104) Vinissac a été nommé en son honneur.

### Sources et bibliographie
- Jean-Dominique Cassini, Mémoires pour servir à l'histoire des sciences et à celle de l'Observatoire royal de Paris, suivis de la Vie de J.-D. Cassini écrite par lui-même, et des éloges de plusieurs académiciens morts pendant la Révolution, Paris, Bleuet, 1810 (en ligne).
- Suzanne Débarbat, Comprendre - Histoire - observatoire de Paris VIII : Jean-Dominique Cassini (IV), Paris, Institut de mécanique céleste et de calcul des éphémérides (IMCCE/UFE), c. 2007 (en ligne).
- De nombreux manuscrits et imprimés écrits par Cassini ou traitant de Cassini sont disponibles en ligne sur la bibliothèque numérique de l'Observatoire de Paris.